# Magnus Blix

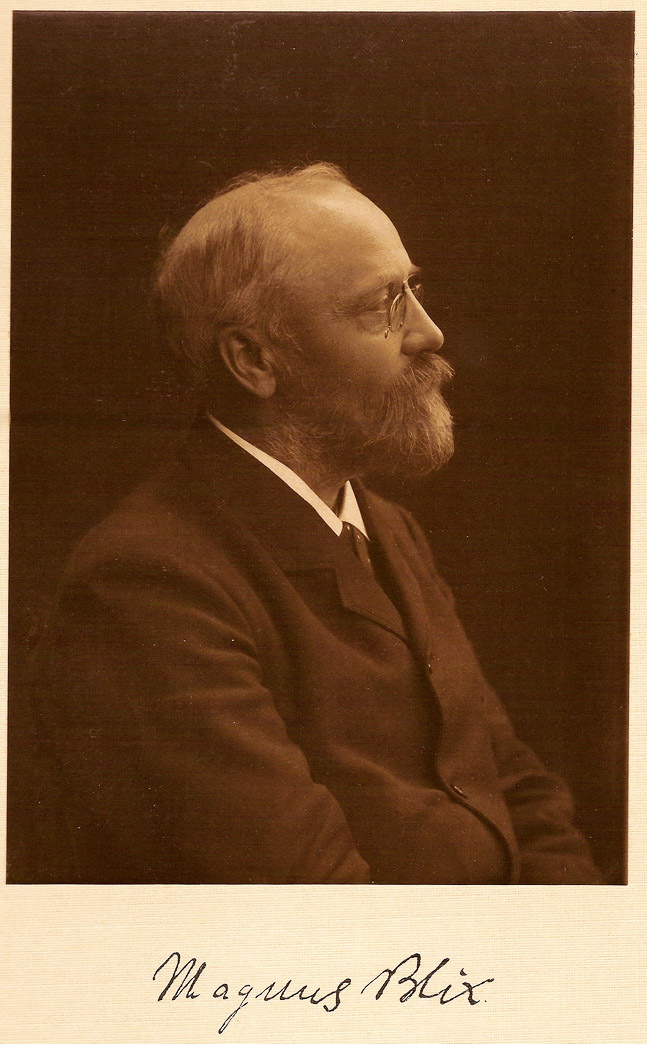
Retrat d'en Magnus Blix amb la seva signatura.

Magnus Gustaf Blix (Säbrå, Suècia, 25 de desembre de 1849 - Lund, 14 de febrer de 1904) fou un fisiòleg suec que es coneix sobretot arran dels seus estudis sobre la sensibilitat somàtica durant els anys 1880. Era l'avi de l'inspector de l'ONU, Hans Blix.

## Biografia
Magnus Blix va nàixer el 1879 a Säbrå, un poble del nord de Suècia. El seu pare, un eclesiàstic, va morir quan tenia tres anys, i la seva mare hagué de fer-se càrrec sola dels seus quatre infants.
Malgrat aquests entrebancs Magnux Blix pogué estudiar, i el 1869 entrà a la Universitat d'Uppsala on va estudiar medicina. Obtingué el seu títol de metge el 1879 i l'any següent aconseguí el seu doctorat en medicina. Aquell mateix any va ser nomenat professor de fisiologia experimental i física mèdica a Uppsala. El 1885 se n'anà a la Universitat de Lund com a catedràtic de fisiologia i embriologia, i el 1899 esdevingué rector d'aquesta universitat.
Magnus Blix es coneix sobretot per la seva demostració pionera del caràcter modal dels missatges sensitius cutanis durant els anys 1882 i 1883. També feu aportacions valuoses a dos altres àmbits fisiològics, la fisiologia muscular i la fisiologia visual.
Blix va morir a conseqüència d'una inflamació abdominal el 14 de febrer de 1904, a l'edat de 54 anys.